# 高野村 (岡山県)
高野村（たかのそん）は、岡山県苫田郡にあった村。現在の津山市押入、高野本郷、高野山西、野村に当たる。なお、津山市への編入に伴い、大字野が野村に変更となった。ここでは現在の津山市高野地区についても扱う。

## 沿革
- 1889年6月1日 - 町村制施行に伴い、東南条郡押入村、高野本郷村、高野山西村、野村が合併し、高野村となる。大字高野本郷に役場を置く。
- 1900年4月1日 - 東南条郡が東北条郡、西西条郡、西北条郡と合併し、苫田郡となる。
- 1954年7月1日 - 周辺の9村とともに津山市へ編入される。

## 高野地区
現在、高野村から大字野（野村）を除いた部分を高野地区と呼んでいる。野村は成名地区の一部。小学校は高野小学区だが、押入の一部は林田小学区である。中学校は津山東中学区。

### 隣接自治体・地区
- 津山市河辺地区
- 津山市成名地区
- 津山市高倉地区
- 津山市東津山地区
- 津山市東苫田地区
- 津山市広野地区

### 地区の地名
- 押入
- 高野本郷
- 高野山西
- 野 - 村制施行時

### 人口
7566人（2019年1月1日現在。住民基本台帳による。津山市調べ）。地名ごとの人口は各地名記事を参照。

## 教育

### 保育園
- 高野保育園
- 高野第二保育園

### 学校
- 高野小学校

## 交通

### 鉄道
- JR因美線 ： 高野駅

### 道路
廃止当時は未完成。

#### 高速道路
中国自動車道が通過のみ。

#### 国道
- 国道53号
- 国道429号

#### 県道
- 一般県道
  - 岡山県道345号上横野兼田線
  - 岡山県道346号下高倉西高野本郷線
  - 岡山県道347号田熊高野停車場線

## 河川・山岳

### 河川
- 加茂川
- 蟹子川
- 出張川
- 古川

## 寺院・神社

### 寺院
- 永案寺
- 萬福寺

### 神社
- 飯綱神社
- 高野神社
- 高良神社
- 山西神社